# Batillo
Batillo (in latino Bathyllus; Alessandria d'Egitto, 50 a.C. – ...) è stato un ballerino e attore teatrale romano, oltre che poeta minore, mimo e artista di pantomima durante il periodo di regno dell'imperatore romano Augusto.

## Biografia
Originario di Alessandria d'Egitto, chiamato a Roma da Augusto per allestire le feste sceniche da lui volute. Fu l'esecutore comico preferito di Gaio Cilnio Mecenate, che lo sponsorizzava ed il quale visse un noto sentimento amoroso nei confronti dell'artista.
Egli viene spesso descritto in coppia con un certo Pylades di Cilicia, visto come epitome delle rappresentazioni derivanti dalla tragedia greca, mentre Batillo veniva considerato maestro in quelle della commedia latina: i seguaci di Batillo, che eccelleva nei ruoli comici, si chiamarono Bathylli, quelli di Pylades, che eccelleva nei ruoli tragici, si chiamarono Pyladi. Erano entrambi ex schiavi divenuti liberti e viene ad entrambi accreditato il merito di aver modernizzato la pantomima romana aggiungendo diverse forme di danza che spesso sono state descritte come ad alto contenuto di erotismo.
Dall'epitaffio di Batillo, ritrovato mutilo lungo la via Appia, si deduce che Caio Giulio Batillo fu un liberto di Augusto e che sopravvisse sia a lui che alla moglie Livia, divenendo onorato custode del tempio a loro dedicato sul colle Palatino.
Battilo fondò una scuola ed ebbe anche una certa influenza politica a Roma, talvolta con i propri sostenitori che si scontravano nelle strade con gli avversari. Un suo tentativo di plagio dell'opera poetica del contemporaneo e conoscente Publio Virgilio Marone è attestata nella locuzione latina Sic vos non vobis.
Secondo Giovenale, le sue danze provocavano nelle matrone romane uno stato incontrollabile di frenesia sessuale.
Bathyllus appare nella edizione illustrata delle Satire di Giovenale, quella contro le donne, ad opera di Aubrey Beardsley.

## Relazione amorosa con Mecenate
Tacito negli Annali dice che l'imperatore Augusto aveva mostrato indulgenza nei confronti delle frequenti liti tra attori che scoppiavano per le strade «per assecondare l'amico Mecenate sciolto d'amore nei confronti di Batillo» (dum Maecenati obtemperat effuso in amorem Bathylli).
Orazio nell'Epodo 14 accenna anch'egli alla forte passione che Mecenate provava nei confronti dell'attore: «Non diversamente, dicono, per Batillo di Samo arse Anacreonte di Teo, che molto spesso pianse l'amore, improvvisando i versi, sul guscio cavo della lira. Tu stesso bruci, poveraccio.» (Non aliter Samio dicunt arsisse Bathyllo Anacreonta Teium, qui persaepe cava testudine flevit amorem non elaboratum ad pedem. Ureris ipse miser.).
Mecenate aveva circa 50 anni quando Batillo ne aveva 30-35: un rapporto omosessuale tra uomini adulti quindi, ma profondamente condizionato dalla differenza di status sociale dei due.